# أليف الظروف القاسية

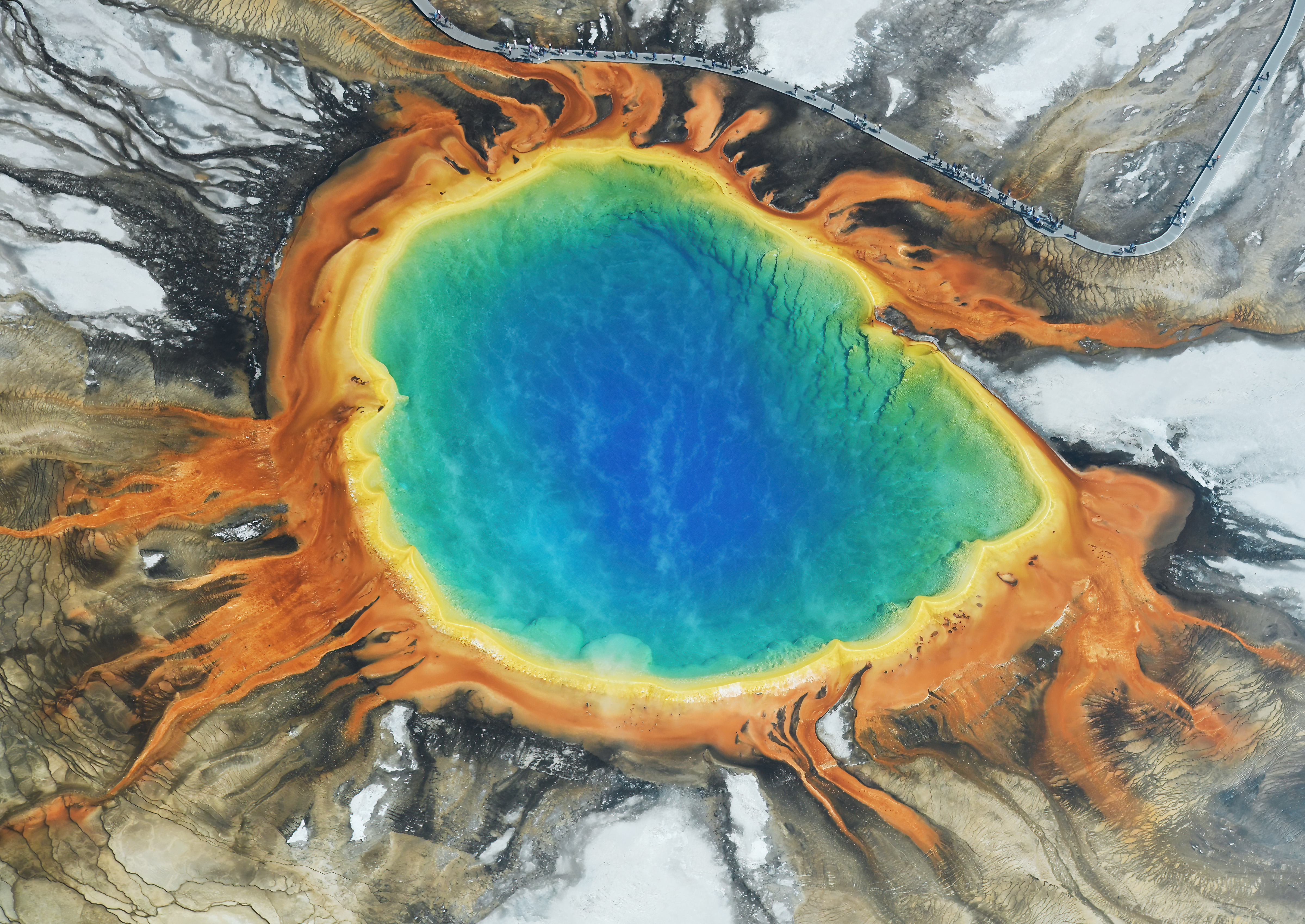
الأحياء أليفة الظروف القاسية تسبب الألوان الزاهية حول نبع المياه الحارة غراند بريسماتيك في منتزه يلوستون في الولايات المتحدة

أليف الظروف القاسية أو محب الظروف القاسية أو إكستريموفيل (بالإنجليزية: Extremophile) هو كائن حي (عادة وحيد الخلية) يعيش في ظروف بيئية قاسية للغاية (كما في الينابيع الساخنة، غطاء الجليد، الضغط أو درجات الحرارة الشديدة) لمعظم الكائنات الحية الأخرى ويستخدم مواد كيماوية كان يعتقد في يوم ما بانها متناقضة مع الحياة.